# Daniella Perez
 (février 2019).
Pour les articles homonymes, voir Perez.
Daniella Ferrante Perez Gazolla, plus connue sous le nom de Daniella Perez (née à Rio de Janeiro le 11 août 1970 et morte à Rio de Janeiro le 28 décembre 1992) est une actrice et danseuse brésilienne. Elle était mariée à l'acteur Raul Gazolla, et elle est la fille de l'auteure de telenovelas Glória Perez.

## Biographie
Daniella Perez commence à danser à cinq ans. Elle est invitée plus tard à danser pour une des meilleures compagnies de danse de Rio de Janeiro, la "Vacilou, dançou". Daniella rencontre celui qui deviendra son mari, Raul Gazolla, lors de sa première apparition télévisée. Elle joue alors le rôle d'une danseuse de tango pour la série télévisée Kananga do Japão de la Rede Manchete. La chaîne de télévision brésilienne Rede Globo la contacte alors pour lui proposer le rôle de Clô dans la série brésilienne Barriga de Aluguel, écrite par sa mère, Glória Perez. Grâce à son talent et son charisme, Daniella se voit proposer le rôle de Yara dans la série O Dono do Mundo, sœur du personnage interprété dans la même série par Glória Pires. Plus tard, alors que Daniella est une actrice reconnue au niveau national, elle interprète le personnage de Yasmin, une jeune fille qui suscite l'admiration du personnage gothique Reginaldo interprété par Eri Johnson dans la série De Corpo e Alma. Yasmin est la sœur du personnage incarné par Cristiana Oliveira dans cette même série.

## Décès
Daniella Perez meurt à seulement 22 ans lorsqu'elle est brutalement assassinée par son collègue et ex acteur Guilherme de Pádua et celle qui était alors son épouse Paula Nogueira Thomaz (aujourd'hui Paula Nogueira Peixoto) qui l'ont tuée de 18 coups de couteau qui ont perforé le cou, les poumons et le cœur de l'actrice. La raison de ce meurtre est la jalousie que Paula a ressenti en voyant certaines scènes de la série De Corpo e Alma dans lesquelles Daniella Perez était en couple avec son mari Guilherme. Paula Nogueira et Guilherme de Pádua ont été jugés et condamnés pour homicide volontaire et ont tous deux purgé une peine de six ans sur les dix-neuf ans auxquels ils étaient condamnés en première instance.

## Filmographie

### Télévision
| Année | Titre                   | Rôle                  | Détail               | Chaîne        |
| ----- | ----------------------- | --------------------- | -------------------- | ------------- |
| 1992  | Roberto Carlos Especial | Marie (mère de Jésus) | Personnage principal | Rede Globo    |
| 1992  | De Corpo e Alma         | Yasmin Bianchi        | Personnage principal | Rede Globo    |
| 1991  | O Dono do Mundo         | Yara Maciel           | Personnage récurrent | Rede Globo    |
| 1990  | Barriga de Aluguel      | Clotilde (Clô)        | Personnage récurrent | Rede Globo    |
| 1989  | Kananga do Japão        | Eduarda               | Participation        | Rede Manchete |

## Prix et distinctions
| Année | Prix            | Catégorie             | Nomination                                                            | Résultat |
| ----- | --------------- | --------------------- | --------------------------------------------------------------------- | -------- |
| 1993  | Troféu Imprensa | Révélation de l'année | Daniella Perez pour son interprétation de Yasmin dans De Corpo e Alma | Nommée   |